# Abelisaurus comahuensis
L'abelisauro (Abelisaurus comahuensis) era un grande dinosauro carnivoro, vissuto nello stadio Campaniano del Cretaceo superiore in Sudamerica.

## Etimologia
Il nome del genere, Abelisaurus, cioè "lucertola di Abel", è stato dato in onore di Roberto Abel, scopritore dei fossili ed ex-direttore del Museo Provincial de Cipolletti Carlos Ameghino, situato nella città argentina di Cipolletti, dove i resti sono conservati. Il nome dell'unica specie finora assegnata a questo genere, Abelisaurus comahuensis,  deriva dalla regione argentina di Comahue, dove i resti sono stati trovati.
 
Sia il genere che la specie sono stati descritti nel 1985 dai paleontologi argentini José Bonaparte e Fernando Novas, che li assegnarono ad una nuova famiglia appositamente creata, gli Abelisauridae.

## Ritrovamenti

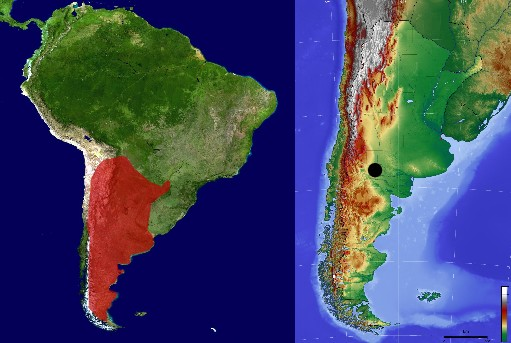
Ritrovamenti fossili di Abelisaurus comahuensis.

Scoperto nel 1983 in una cava di sabbia presso Cipolletti, nella Patagonia, Argentina, questo grande carnivoro è conosciuto solo per un cranio quasi completo lungo quasi 85 cm. La parte destra è incompleta e manca anche il palato. Non ci sono evidenze di creste o corna, come quelle trovate in altri abelisauridi come il Carnotaurus, ma presenta le larghe aperture parietali nel cranio comuni a molti altri dinosauri, probabilmente con la funzione di ridurre il peso del cranio.
I resti furono trovati nella Formazione Anacleto, parte del Neuquén Group, nella provincia del Rio Negro. Questa formazione risale allo stadio Campaniano del Cretaceo superiore, datata tra 83 e 80 milioni di anni fa.
Abelisaurus risale al Cretaceo superiore (stadio Campaniano), e i suoi fossili sono stati rinvenuti durante alcuni scavi per l'estrazione di resti di sauropodi titanosauridi in Patagonia (Argentina). Benché si conosca solo il cranio, è stato possibile ricostruire l'intero animale sulla base di successivi ritrovamenti di dinosauri simili (Carnotaurus, Majungatholus).

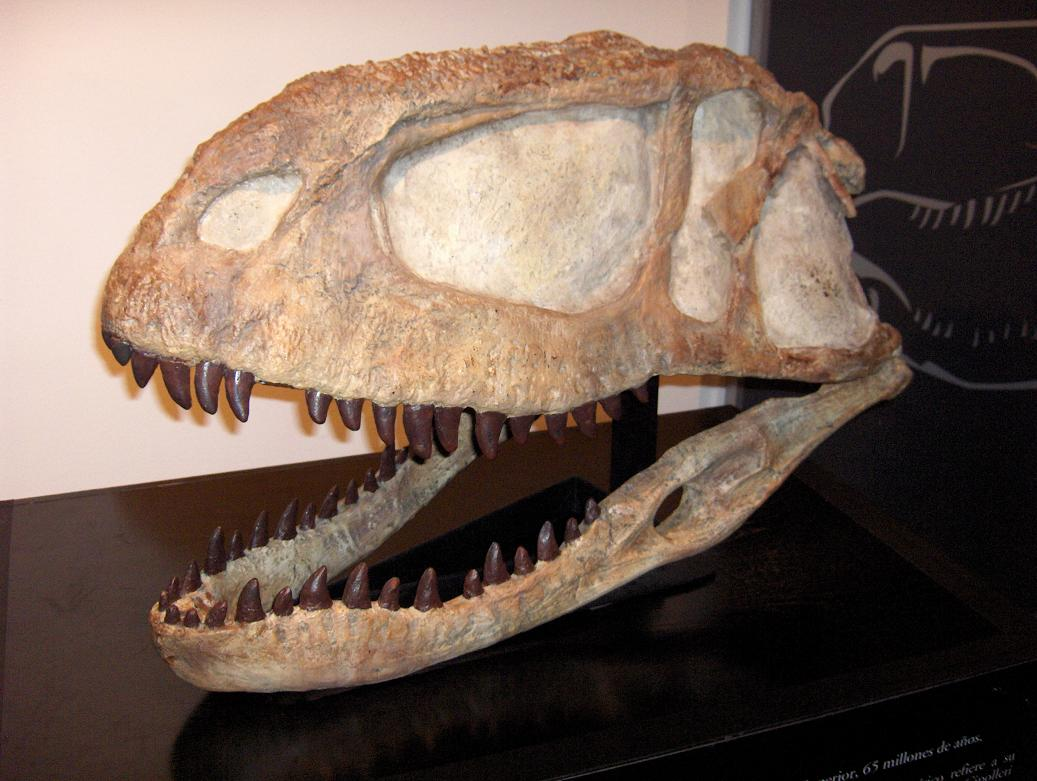
Cranio di Abelisaurus comahuensis.

## Caratteristiche
Nonostante della specie tipo, Abelisaurus comahuensis, si conosca solo il cranio, il confronto con altri dinosauri simili fa ritenere che fosse lungo attorno ai nove metri e alto quattro. Una recente ricerca ha stabilito una lunghezza di 8 m come più probabile. Queste dimensioni porterebbero a collocarlo nel ruolo di superpredatore nell'ecosistema sudamericano dell'epoca. Le sue probabili prede erano i Sauropodi Titanosauridi e gli Adrosauridi.
 
Il cranio, lungo quasi 85 cm, era piuttosto particolare e aveva un aspetto stranamente "a naso aquilino", con una strana carena nodosa che corre per quasi tutta la lunghezza del muso. Le fauci erano munite di lunghi denti seghettati e compressi lateralmente.

## Classificazione
Dopo l'iniziale scoperta del cranio di A. comahuensis, sono stati trovati altri reperti più completi di Aucasaurus, Carnotaurus e Majungasaurus.
Inizialmente la classificazione di A. comahuensis era dibattuta. In tempi più recenti l'A. comahuensis è stato classificato come un membro basale degli abelisauridi, al di fuori della famiglia dei Carnotaurini.
Alcuni ricercatori ipotizzano che questo dinosauro possa essere un parente dei giganteschi carcarodontosauridi, che fino a qualche milione di anni prima dominavano l'ecosistema sudamericano. L'aspetto dei crani, in effetti, è molto simile, ma analogie sono state riscontrate anche con i tirannosauridi (le orbite "a buco di serratura", ad esempio) e probabilmente si tratta solo di fenomeni di convergenza evolutiva. Infatti gli Abelisauridi sono oggi collegati con i ceratosauridi del giurassico, e quindi rappresentano una linea evolutiva "alternativa" agli altri teropodi.